# Надир

Зенит противоположен надиру.

Нади́р (от араб. نظير‎  назир, «напротив») — это направление, указывающее непосредственно вниз под конкретным местом, то есть это одно из двух вертикальных направлений, ортогональных к горизонтальной плоскости в данной точке. Поскольку понятие быть ниже само по себе довольно расплывчато, учёные определяют надир в более строгих терминах. А именно, в астрономии, геофизике и смежных с ними науках (например, метеорологии) надир — это направление, совпадающее с направлением действия силы гравитации в данной точке. Противоположное надиру направление называется зенитом.
Понятие надира используется также в геометрии визуализации, обращённой вниз относительно орбитального спутника, которая используется, например, в дистанционном зондировании атмосферы, а также, когда космонавт ориентируется на Землю во время выходов в открытый космос.

Эта диаграмма изображает наблюдение со спутника обратного рассеяния солнечного света в геометрии визуализации, связанной с надиром.

Иногда слово используется также в переносном смысле для обозначения самой низкой точки душевного состояния человека, или качества его профессиональной деятельности.
Термин надир может также использоваться для обозначения самой низкой точки, достигаемой небесным телом в процессе его движения по видимой орбите относительно данного пункта наблюдения. Например, термин надир может использоваться для определения положения Солнца, но технически точно он может достигаться только в какой-то определённый момент времени и только в низких широтах. Говорят, что Солнце находится в надире в данном месте, если оно в этот момент находится в зените в точке — антиподе по местоположению.